# 奧埃諾島

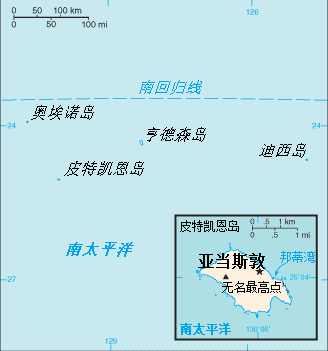
奧埃諾島地图(来源: 世界概况).

奧埃諾島又称节日岛，是一个南太平洋的珊瑚岛，是皮特凯恩群岛的一部分，英国海外领土，位于皮特凯恩岛西北方143公里，坐标23°55′26″S 130°44′03″W / 23.92389°S 130.73417°W。奧埃諾島测量直径大概5公里，包括中间的一个潟湖，总面积超过20平方公里。珊瑚岛环由2个较大的岛和3个较小的岛组成，这几个岛合计只有0.69平方公里。奧埃諾島有时会被皮特凯恩岛居民作为一个私人渡假场所，他们会在一月来到这里旅游并停留2个星期。主岛（奧埃諾島）大概有0.5平方公里大，位于珊瑚岛环的西南。

## 历史
1819年6月英国东印度公司的赫尔克里斯号船长James Henderson发现了奧埃諾島。
1824年1月26日一艘美国捕鲸船的船长George Worth以他的船名将这个珊瑚岛命名为奧埃諾島。
1858年3月5日一艘名叫Wild Wave从旧金山起航的重达1500吨的帆船在奧埃諾島暗礁搁浅。 
1893年Bowden号在奧埃諾島搁浅。
1902年7月10日奧埃諾島归属于英国。
1938年成为皮特凯恩群岛的一部分。